# چگالنده (آزمایشگاه)
مُبَرَّد همچنین شهرت ابوالعباس مبرد (لغوی و نحوی سدهٔ سوم قمری) است.

یک دستگاه تقطیر که مبرد (سمت راست) در حال سرد کردن بخارات است.

چگالنده (به انگلیسی: Condenser) یکی از ابزارهای آزمایشگاهی می‌باشد که به منظور سرد کردن بخارات وتبدیل آن‌ها به مایع استفاده می‌شود. این وسیله بیشتر در فرایند تقطیر و برای سرد کردن بخارات حاصل از تقطیر مخلوط چند مایع به منظور جداسازی آن‌ها به کار می‌رود.

## عملکرد

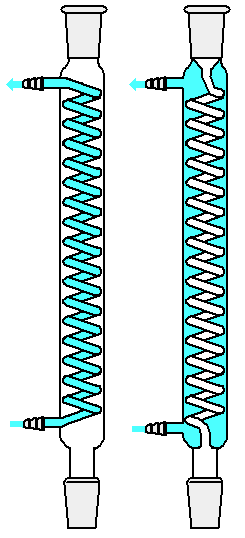
در مبرد سمت راست آب از بین دو لوله عبور می‌کند، ولی در مبرد سمت چپ آب از داخل لوله فنر مانند عبور می‌کند.

این ابزار شیشه‌ای از دو لوله که با فاصله در داخل هم قرار دارند تشکیل شده‌است. از لوله داخلی بخار عبور کرده و از فاصله بین دو لوله نیز آب سرد عبور کرده وبا جذب حرارت بخارات آن را مایع می‌کند.
لوله داخلی در بعضی از انواع مبرد فنر مانند و در بعضی نیز حباب دار است.
از ابتدا و انتهای مبرد بخارات وارد و خارج می‌شود و از دو لوله جانبی روی بدنه آب سرد وارد و خارج می‌شود.

## نگارخانه

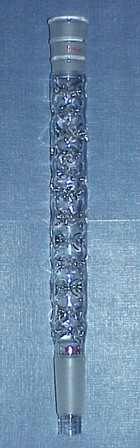
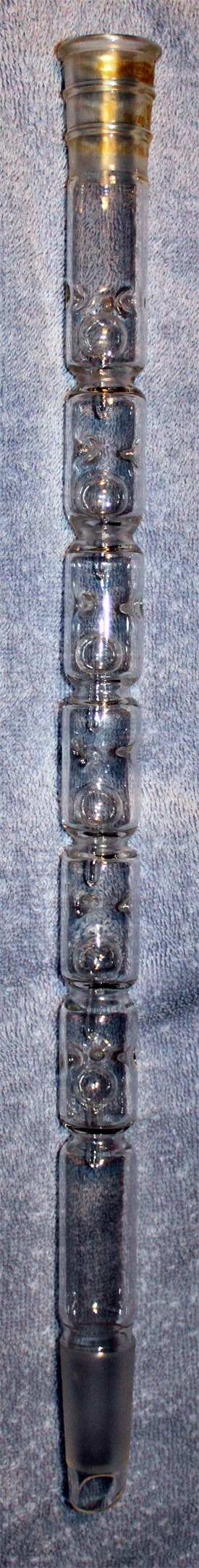
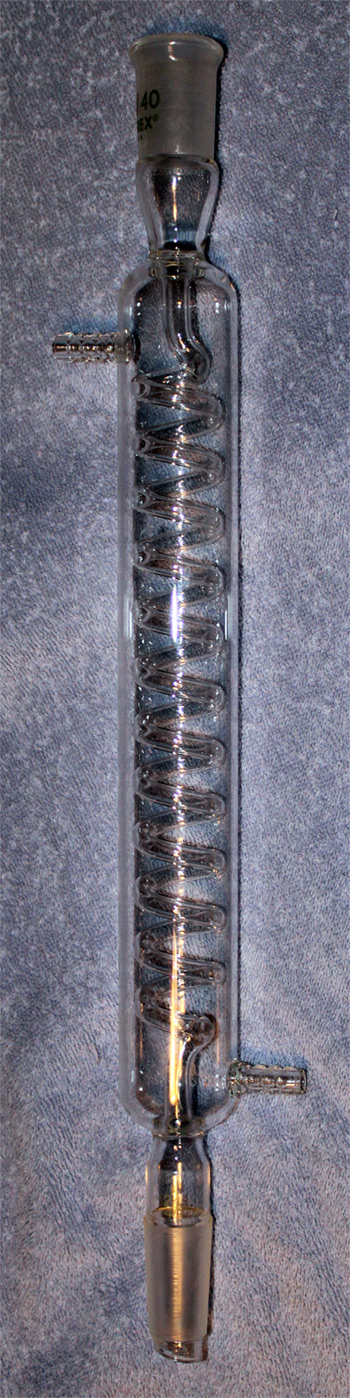
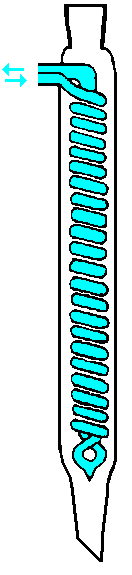
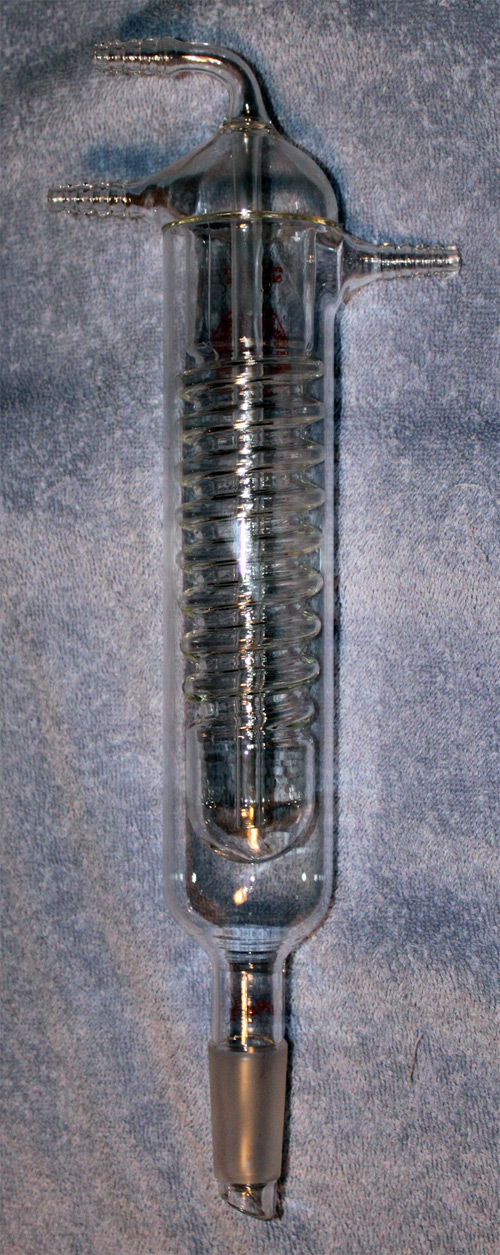

## انواع
R11
R12
R22
R32
R125
R134
R152
R410a
R500
R502